# 駐阿布哈茲外交機構列表

阿布哈兹
在阿布哈兹設有大使馆的国家
在阿布哈兹设有代表处的国家
在阿布哈兹设有非常駐大使馆的国家

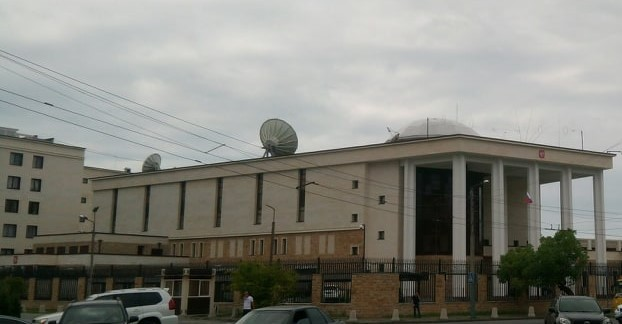
俄罗斯驻苏呼米大使馆

此列表列出駐阿布哈兹的外交代表機構。 阿布哈兹在1992年8月至1993年9月的战争之后脱离格鲁吉亚独立建国。 在2008年南奥塞梯战争之后，俄罗斯，尼加拉瓜，委内瑞拉，瑙鲁和叙利亚进一步承认阿布哈兹的独立国家地位。 其中，南奥塞梯和俄罗斯、叙利亚在阿布哈兹首都苏呼米设立了大使馆，并予以承认。 委内瑞拉和尼加拉瓜大使馆兼辖在莫斯科。

## 大使馆
苏呼米
- 俄羅斯 (自2008年12月16日起任命[1])
- 南奥塞梯 (自2007年9月26日起任命[2])

## 其他机构
- 德涅斯特河沿岸 (代表处)

## 非常驻大使馆（兼辖）
莫斯科
- 委內瑞拉 (自2010年7月12日起任命[3])
- 尼加拉瓜 (自2012年6月27日起任命[4])